# Перегрёб (Псковская область)
Перегрёб — деревня в Гдовском районе Псковской области России. Входит в состав Добручинской волости Гдовского района.

## География
Расположена на границе с Ленинградской областью, на берегу реки Вейнка (правом притоке Плюссы), в 30 км к северо-востоку от Гдова и в 15 км к северо-востоку от волостного центра, деревни Добручи.

## Население
Численность населения деревни на 2000 год составляла 2 человека, по переписи 2002 года — 5 человек.

## История
До 1 января 2006 года деревня входила в состав ныне упразднённой Вейнской волости.